# La Barbarie intérieure

La Barbarie intérieure est un essai de Jean-François Mattéi dont la première édition (PUF) fut publiée en 1999. Cet ouvrage a reçu le Prix du Cardinal Mercier en 2001. 

## Résumé
Jean-François Mattéi analyse dans ce livre la barbarie propre au XXe siècle, dont les formes sont inédites par rapport aux sentiments barbares qui précédaient cette époque. Il détaille le rôle joué par l’émergence du communisme, du nazisme, et plus particulièrement dans l’art.